# Idiocera biacus
Idiocera biacus là một loài ruồi trong họ Limoniidae. Chúng phân bố ở miền Tân bắc.